# 拟鹑科
拟鹑科（学名：Mesitornithidae）为拟鹑目的一科，现仅存2属3种，均为马达加斯加岛的特有种。生活在森林和灌木中，以昆虫和植物的种子为食。体型和习性接近鸡形目的鸟类，但嘴细长而下弯。